# Lobule pariétal inférieur
Le lobule pariétal inférieur P2 (ou gyrus pariétal inférieur) est un gyrus du lobe pariétal du cortex cérébral, limité en avant par le sillon postcentral, et au-dessus par le sillon intrapariétal.
Il est divisé en plusieurs parties :
- le gyrus supramarginal contourne l'extrémité postérieure du segment ascendant du sillon latéral de Sylvius ;
- le gyrus angulaire (ou pli courbe) contourne l'extrémité du premier sillon temporal.

Le découpage de ce lobule n'est pas toujours aisé, en raison de sa très forte variabilité d'un sujet à l'autre ou même d'un hémisphère à l'autre.
Lorsque le sillon intrapariétal ne s'anastomose pas avec le sillon postcentral, la partie antérieure du sillon intrapariétal suit une courbe parallèle au sillon postcentral et délimite ainsi une troisième zone. De même, à l'arrière du gyrus angulaire, on peut trouver des plis de passage pariéto-occipital (fig. 2).
|                                                        | |
| (fig. 1) Gyrus de la face externe (hémisphère gauche). | (fig. 2) Sillons et gyrus de la face externe (hémisphère droit) ; d'après une pièce anatomique de Di Marino, Etienne, Niddam. |
|                                                        | |
| (fig. 3) Face externe.                                 | (fig. 4) Lobule pariétal inférieur.                                                                                           |